# Лазутіна Лариса Євгенівна
Лариса Євгенівна Лазутіна (рос. Лариса Евгеньевна Лазутина, при народженні Птицина (рос. Пти́цына), 1 червня 1965) — російська лижниця, п'ятиразова олімпійська чемпіонка.
Лариса Лазутіна завоювала свої дві перші золоті олімпійські медалі в естафетних гонках на Олімпіадах у Альбервілі та Ліллехаммері. Найбільший успіх прийшов до неї на Олімпіаді у Нагано, де вона виборола п'ять олімпійських нагород, із яких три були золотими, одна срібна й одна бронзова.
На Олімпіаді у Солт-Лейк-Сіті Лазутіна опинилася в центрі допінгового скандалу. У її допінг-пробі був виявлений дарбепоетин, речовина, яка не входила до переліку заборонених. Проте, правила проведення Олімпійських ігор забороняють будь-який допінг, тому спортсменка була дискваліфікована на два роки.
До допінгового скандалу Лазутіна виборола 14 медалей чемпіонатів світу: 11 золотих, срібну й дві бронзові. Вона тричі перемагала на Голменколленському лижному фестивалі і була нагороджена Голменколленською медаллю в 1998.